# USS Ricketts (DE-254)
USS Ricketts (DE-254) là một tàu hộ tống khu trục lớp Edsall từng phục vụ cùng Hải quân Hoa Kỳ trong Chiến tranh Thế giới thứ hai. Nó là chiếc tàu chiến duy nhất của Hải quân Hoa Kỳ được đặt cái tên này, theo tên Đại úy Hải quân Milton Ernest Ricketts (1913-1942), người từng phục vụ trên tàu sân bay Yorktown (CV-5), đã tử trận trong Trận chiến biển Coral và được truy tặng Huân chương Danh dự. Nó đã phục vụ cho đến khi chiến tranh kết thúc, xuất biên chế năm 1946, rồi cuối cùng bị bán để tháo dỡ vào năm 1974

## Thiết kế và chế tạo
Lớp Edsall có thiết kế hầu như tương tự với lớp Cannon dẫn trước; khác biệt chủ yếu là ở hệ thống động lực Kiểu FMR do được trang bị động cơ diesel Fairbanks-Morse dẫn động qua hộp số giảm tốc đến trục chân vịt. Đây là cấu hình động cơ được áp dụng rộng rãi trên tàu ngầm, được chứng tỏ là có độ tin cậy cao hơn so với lớp Cannon.
Vũ khí trang bị bao gồm ba pháo 3 in (76 mm)/50 cal trên tháp pháo nòng đơn có thể đối hạm hoặc phòng không, một khẩu đội pháo phòng không Bofors 40 mm nòng đôi và tám pháo phòng không Oerlikon 20 mm. Vũ khí chống ngầm bao gồm một dàn súng cối chống tàu ngầm Hedgehog Mk. 10 (có 24 nòng và mang theo 144 quả đạn); hai đường ray Mk. 9 và tám máy phóng K3 Mk. 6 để thả mìn sâu. Con tàu vẫn giữ lại ba ống phóng ngư lôi Mark 15 21 inch (533 mm), và được trang bị radar SC dò tìm không trung và mặt biển. Thủy thủ đoàn đầy đủ bao gồm 186 sĩ quan và thủy thủ.
Ricketts được đặt lườn tại xưởng tàu của hãng Brown Shipbuilding, ở Houston, Texas vào ngày 16 tháng 3, 1943. Nó được hạ thủy vào ngày 10 tháng 5, 1943, được đỡ đầu bởi bà Milton E. Ricketts, vợ góa của Đại úy Ricketts, và nhập biên chế cùng Hải quân Hoa Kỳ vào ngày 5 tháng 10, 1943 dưới quyền chỉ huy của Hạm trưởng, Thiếu tá Hải quân Tuần duyên Glenn Leslie Rollins.

## Lịch sử hoạt động

### Mặt trận Đại Tây Dương
Sau khi được trang bị tại Galveston, Texas và Algiers, Louisiana, Ricketts lên đường đi sang khu vực Bermuda để chạy thử máy huấn luyện. Nó đi đến Charleston, South Carolina vào ngày 28 tháng 11, 1943 để hộ tống cho chiếc tàu buôn SS Braga, rồi khởi hành đi New York vào ngày 9 tháng 12, nơi nó tham gia một đoàn tàu vận tải vượt Đại Tây Dương hướng sang Bắc Phi. Đoàn tàu lên đường vào ngày 14 tháng 12, nhưng Ricketts phải trì hoãn việc khởi hành thêm hai ngày để chờ đợi hai tàu buôn chất hàng hóa muộn. Họ sáp nhập cùng đoàn tàu vào ngày 20 tháng 12 và tiếp tục hành trình đi đến Casablanca, Maroc thuộc Pháp. Con tàu quay trở về New York vào ngày 24 tháng 1, 1944, hoàn tất chuyến đi duy nhất của nó sang khu vực Địa Trung Hải.
Trong gần một năm rưỡi tiếp theo, Ricketts chuyển sang phục vụ hộ tống các chuyến vận tải đi đến các cảng tại quần đảo Anh và miền Bắc nước Pháp; nó thực hiện thêm 12 chuyến đi khứ hồi trong giai đoạn từ tháng 2, 1944 đến tháng 6, 1945. Trong chuyến thứ nhất xuất phát từ New York vào ngày 22 tháng 2, một vụ hỏa hoạn đã bùng phát vào đêm 25 tháng 2 khi hai tàu buôn SS El Coston và SS Murfreesboro gặp tai nạn va chạm. Ricketts đã cứu vớt được 33 người sống sót trên biển, rồi khi gia nhập lại đoàn tàu đã tiếp đón Đại tá Hải quân John Roundtree, Tư lệnh Đội hộ tống 20, do chiếc soái hạm Marchand (DE-249) của ông phải tách khỏi đoàn tàu hộ tống cho El Coston bị hư hại nặng quay trở lại Bermuda. Đoàn tàu tiếp tục hành trình đi đến Lough Foyle, Bắc Ireland, và Ricketts ở lại Lisahally từ ngày 6 đến ngày 12 tháng 3, rồi về đến New York vào ngày 22 tháng 3.
Ricketts sau đó tiếp tục thực hiện các chuyến khứ hồi: giữa New York và Lough Foyle từ ngày 6 tháng 4 đến ngày 3 tháng 5; từ New York đến Lough Foyle và quay về Boston, Massachusetts  từ ngày 21 tháng 5 đến ngày 17 tháng 6; ba chuyến đi giữa New York và Lough Foyle trong các giai  đoạn 2 đến 27 tháng 7, 11 tháng 8 đến 5 tháng 9 và 20 tháng 9 đến 16 tháng 10; giữa New York và River Clyde, Scotland từ ngày 7 tháng 11 đến ngày 7 tháng 12; giữa New York và Cherbourg, Pháp cùng Portland, Anh từ ngày 26 tháng 12, 1944 đến ngày 23 tháng 1, 1945; giữa New York và Le Havre, Pháp cùng Southampton, Anh từ ngày 31 tháng 3 đến ngày 30 tháng 4; và giữa New York và Southampton từ ngày 20 tháng 5 đến ngày 11 tháng 6.

### Mặt trận Thái Bình Dương
Sau khi chiến tranh kết thúc tại Châu Âu, Ricketts chuẩn bị để được điều động sang khu vực Mặt trận Thái Bình Dương. Nó cùng Đội hộ tống 20 thực hành tại vịnh Chesapeake và huấn luyện ôn tập tại khu vực vịnh Guantánamo, Cuba trước khi lên đường hướng sang quần đảo Hawaii. Nó băng qua kênh đào Panama vào ngày 7 tháng 7, rồi ghé lại cảng San Diego, California trong năm ngày trước khi lên đường vào ngày 20 tháng 7, độc lập đi đến Trân Châu Cảng. Con tàu vẫn đang thực hành huấn luyện tại vùng biển Hawaii khi Nhật Bản chấp nhận đầu hàng vào ngày 15 tháng 8, giúp chấm dứt vĩnh viễn cuộc xung đột. Nó cùng chín tàu hộ tống khu trục khác lên đường vào ngày 27 tháng 8, đi đến Eniwetok vào ngày 3 tháng 9.
Được giao nhiệm vụ tiếp nhận đầu hàng của các đơn vị Nhật Bản trú đóng tại các đảo ngoại vi bị cô lập, Ricketts lên đường vào ngày 10 tháng 9 và đi đến Kusaie thuộc quần đảo Caroline, nơi nó giúp vào việc giải giáp quân đội Nhật và thiết lập chính quyền quân sự. Nó cũng giúp vào việc hồi hương thổ dân bản địa Ponape và Kusaie trở lại đảo quê hương của mình. Quay trở lại Eniwetok vào ngày 14 tháng 10, con tàu hoạt động tuần tra cho đến ngày 3 tháng 11, khi nó khởi hành quay trở lại Trân Châu Cảng. Sau đợt huấn luyện tại khu vực Hawaii từ ngày 9 đến ngày 24 tháng 11, con tàu lên đường đi San Diego, California, đến nơi vào ngày 30 tháng 11. Nó lại lên đường hai ngày sau đó để vậnc huyển hành khách đến Coco Solo, Panama, và về đến Xưởng hải quân Brooklyn vào ngày 16 tháng 12. Đến ngày 21 tháng 1, 1946, nó rời New York để chuyển đến Green Cove Springs, Florida, nơi được đại tu để chuẩn bị ngừng hoạt động.
Ricketts được cho xuất biên chế vào ngày 17 tháng 4, 1946 và được đưa về Hạm đội Dự bị Đại Tây Dương. Con tàu neo đậu cùng Đội Florida tại Green Cove Springs, Florida cho đến năm 1961, khi nó được chuyển đốn Đội Texas tại Orange, Texas, nhưng tiếp tục bị bỏ không trong thành phần dự bị. Tên nó được cho rút khỏi danh sách Đăng bạ Hải quân vào ngày 1 tháng 11, 1972, và cuối cùng con tàu bị bán cho hãng Andy International, Inc. tại Brownsville, Texas để tháo dỡ vào ngày 18 tháng 1, 1974.

## Phần thưởng
Nguồn: Navsource Naval History
|  |  |  |
|  |  |  |

| Huân chương Chiến dịch Hoa Kỳ                 |                                                    |                                      |
| Huân chương Chiến dịch Châu Á-Thái Bình Dương | Huân chương Chiến dịch Châu Âu-Châu Phi-Trung Đông | Huân chương Chiến thắng Thế Chiến II |